# Cratere Von Kármán (Luna)
Von Kármán è un cratere lunare dedicato allo scienziato ungherese naturalizzato statunitense Theodore von Kármán.
Il 3 gennaio 2019, la sonda cinese Chang'e 4 atterra con successo nel cratere Von Kármán, diventando la prima sonda ad atterrare sulla faccia nascosta della Luna.

## Crateri correlati
Alcuni crateri minori situati in prossimità di Von Kármán sono convenzionalmente identificati, sulle mappe lunari, attraverso una lettera associata al nome.
| Von Kármán | Latitudine | Longitudine | Diametro  |
| ---------- | ---------- | ----------- | --------- |
| L          | 47,83° S   | 177,9° E    | 28,76 km  |
| M          | 49,44° S   | 174,95° E   | 218,98 km |
| R          | 46,03° S   | 170,78° E   | 25,75 km  |